# Praça da Alfândega
La Praça da Alfândega (literalmente Plaza de la Aduana) es una plaza ubicada en el centro histórico de la ciudad de Porto Alegre, Brasil. La plaza ha sido declarado patrimonio histórico nacional y estadual por el IPHAN y el IPHAE. Esta rodeada de importantes edificios, algunos de ellos igual de importantes tales como el Museo de Arte de Río Grande del Sur Ado Malagoli (MARGS), el Memorial de Río Grande del Sur, el Santander Cultural, el Club de Comercio de Porto Alegre. Otros edificios importantes son las sedes del Banrisul y de la Caixa Econômica Federal y el Rua da Praia Shopping.
En esta plaza tiene lugar, todos los años desde 1955, la Feria del Libro de Porto Alegre, que atrae a millares de visitantes no sólo por la gran oferta de libros sino también por los espectáculos de música, teatro y danza.

## Historia

### Praça da Quitanda
Los orígenes de la Praça da Alfândega se remontan a finales del siglo XVIII cuando la zona donde hoy se levanta era el antiguo puerto fluvial de la ciudad. El 2 de julio de 1783, los Concejales de Porto Alegre ordenaron la construcción de un muelle de piedra junto al Lago Guaíba para facilitar el desembarco de pasajeros y mercancías.
En 1804, el entonces gobernador de la Capitanía de San Pedro del Río Grande del Sur, almirante Paulo Gama (futuro primer barón de Bagé), ordenó ampliar el fondeadero con la construcción de un trapiche, la que fue considerada una obra notable por sus dimensiones, con 24 pilares de cantería entrando en el lecho del río, posibilitando el desembarco de sumacas (embarcaciones pequeñas de dos mástiles) y grandes yates. En aquella época ya existía una plaza frente al embarcadero, junto a la primera aduana de la ciudad. En esta plaza se instalaron comerciantes y verduleros con sus puestos dispuestos de forma desordenada, por lo que el lugar pasó a llamarse entonces Praça da Quitanda. 
En 1820, cuando se trató de construir un edificio más grande para la Aduana, los comerciantes se vieron obligados a trasladarse a la entonces Praça do Paraíso (hoy Praça XV de Novembro. El grupo resistió y finalmente se le permitió ocupar el lado oeste de la plaza para el comercio. Al mismo tiempo, Silvestre de Sousa Teles, basándose en una concesión que había recibido, reclamó la posesión de parte de la zona que daba a la aduana, lo que puso en peligro los planes de las autoridades de ampliar la plaza. Finalmente, se anuló la concesión al demandante y la administración pública se encargó de limpiar de vendedores ambulantes y construcciones provisionales el acceso al muelle y a la aduana. A estas alturas, el nombre habría cambiado a Praça da Alfândega.
Sin embargo, los esfuerzos de las autoridades fueron insuficientes para mantener el lugar libre y despejado y la plaza sufrió el constante vertido de basura. En vista de ello los concejales ordenaron al inspector municipal que ”con carácter de urgencia, y sobre todo, se ocupe de retirar la inmundicia que se encuentra junto a la Aduana, y que no se produzcan más vertidos en la misma, vigilando constantemente que este lugar se mantenga siempre en la mayor limpieza”. La situación, sin embargo, sólo mejoró realmente cuando, entre 1856 y 1858, se levantó un muro de piedra con escaleras junto al río en la alineación que hoy corresponde a la rúa Sete de Setembro.

### Plaza Senador Florêncio

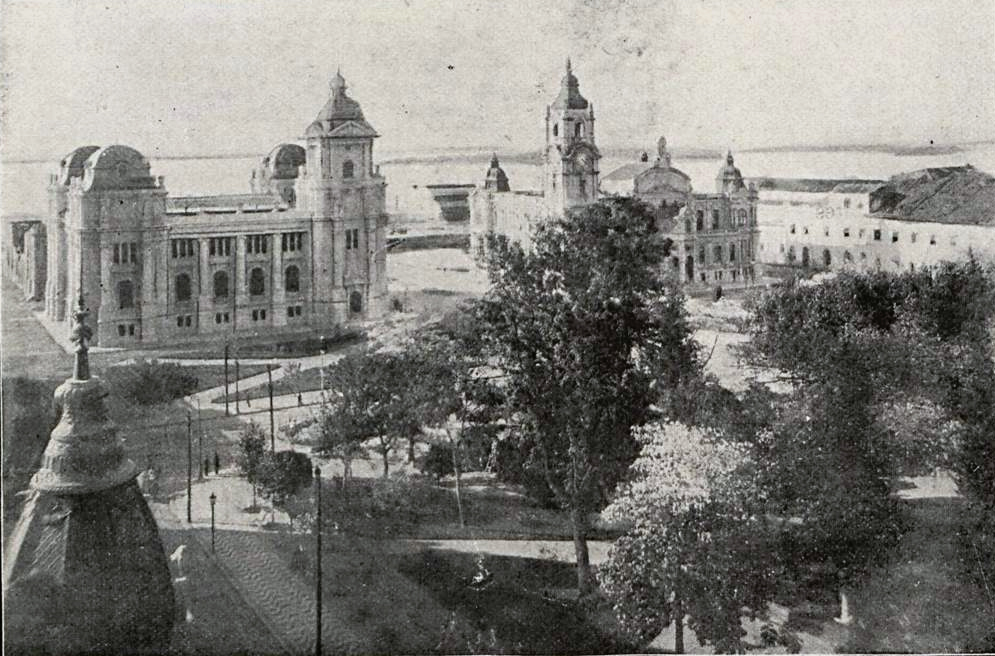
La plaza en 1919

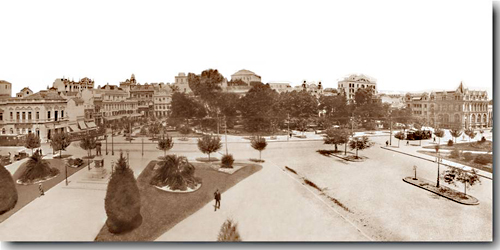
Panorama general de la plaza en 1929

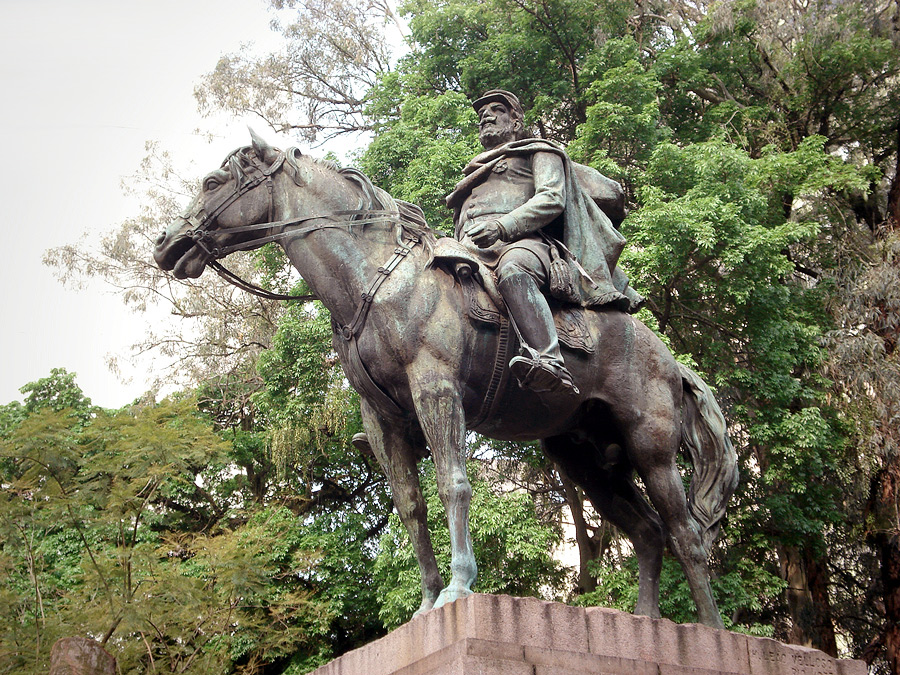
Monumento al General Osório

En 1866, la forestación de la Praça da Alfândega fue iniciada por la Compañía Hidráulica Porto-Alegrense, al principio con sólo nueve árboles plantados por contrato, pero con el tiempo se permitió a los residentes de los alrededores adornar y ajardinar la plaza, siguiendo las orientaciones de la ingeniería pública. La empresa también instaló allí una de las primeras fuentes de la ciudad, conocida como "Chafariz da Imperatriz", que fue inaugurada por D. Pedro II en octubre de 1865. En la parte superior de esta fuente de hierro fundido procedente de Francia, había figuras de tres niños regordetes de espaldas el uno al otro. Al igual que otras fuentes traídas a Porto Alegre durante la Belle époque, la Fuente de la Emperatriz desapareció sin dejar rastro. Pocos años después, ya había asientos en la acera y un quiosco. El 14 de marzo de 1883, el nombre pasó a ser Praça Senador Florêncio, en honor a Florêncio Carlos de Abreu e Silva.
En 1912, en respuesta a la política de mejora del puerto y del saneamiento de la ciudad, la demolición del antiguo edificio de la Aduana y un terraplén de 100 metros de ancho dentro del lago Guaíba consolidaron la configuración actual de la plaza y permitieron la construcción de la Agencia Tributaria (actual MARGS) y de la Oficina de Correos y Telégrafos (actual Memorial de Río Grande del Sur), así como el Muelle de Mauá, que se convirtió en el principal punto de comercio entre el interior del estado y el resto del mundo. 
Además, la pequeña Praça Barão do Rio Branco se incorporó a la nueva plaza que se estaba desarrollando, con un proyecto francés de paisajismo, en el que un eje pavimentado unía la plaza con la puerta del muelle a través de la Avenida Sepúlveda. Esta vía se plantó con Palma de California y ligustrum en los laterales. Para rodear la plaza se utilizó jacaranda; a pesar de ello, se conservó gran parte de la vegetación existente, lo que explica la presencia de pinos, cipreses y eucaliptos en las fotografías de la época.
En 1920, se talaron varios árboles que perjudicaban el crecimiento de los árboles vecinos y el paisajismo local. En 1923, se instaló en el centro de la calle el Monumento al General Osório, con una estatua ecuestre, espejos de agua, bancos y fuentes, obra del escultor Hildegardo Leão Veloso. En 1935, la estatua El Samaritano fue trasladada de la Plaza Montevideo, donde fue sustituida por la fuente Talavera de la Reina.
La presencia de los tranvías, primero tirados por burros y luego movidos por electricidad, era responsable de la gran circulación de transeúntes en la Praça da Alfândega, atraídos por su proximidad a cafés, restaurantes, cines, clubes y hoteles. Entre ellos, el Grande Hotel (destruido en un incendio en 1967), el Clube do Comércio, el Cine Guarany y el Cinema Central.

### Praça da Alfândega
En 1979, el Ayuntamiento de Porto Alegre aprobó una ley unificando las plazas Senador Florêncio y Barão do Rio Branco, absorbiendo el trazo de la rúa Sete de Setembro y convirtiéndola en un paseo marítimo. Además, se absorbió toda la zona comprendida entre la Rua dos Andradas, el Capitão Montanha, Siqueira Campos y Cassiano do Nascimento. Una parte occidental, sin embargo, se perdió en la plaza para dar paso a la construcción de una nueva sede de la Caixa Econômica Federal. En ese momento, el nombre volvió a ser Praça da Alfândega.
En 2007 se llevaron a cabo trabajos de prospección arqueológica para descubrir la ubicación exacta del antiguo anclaje de piedra y otros vestigios de la antigua conformación de la plaza. La plaza se incluyó en el Programa Monumenta y se renovó para volver a adquirir las características que tenía a principios del siglo XX.

## Monumentos e esculturas

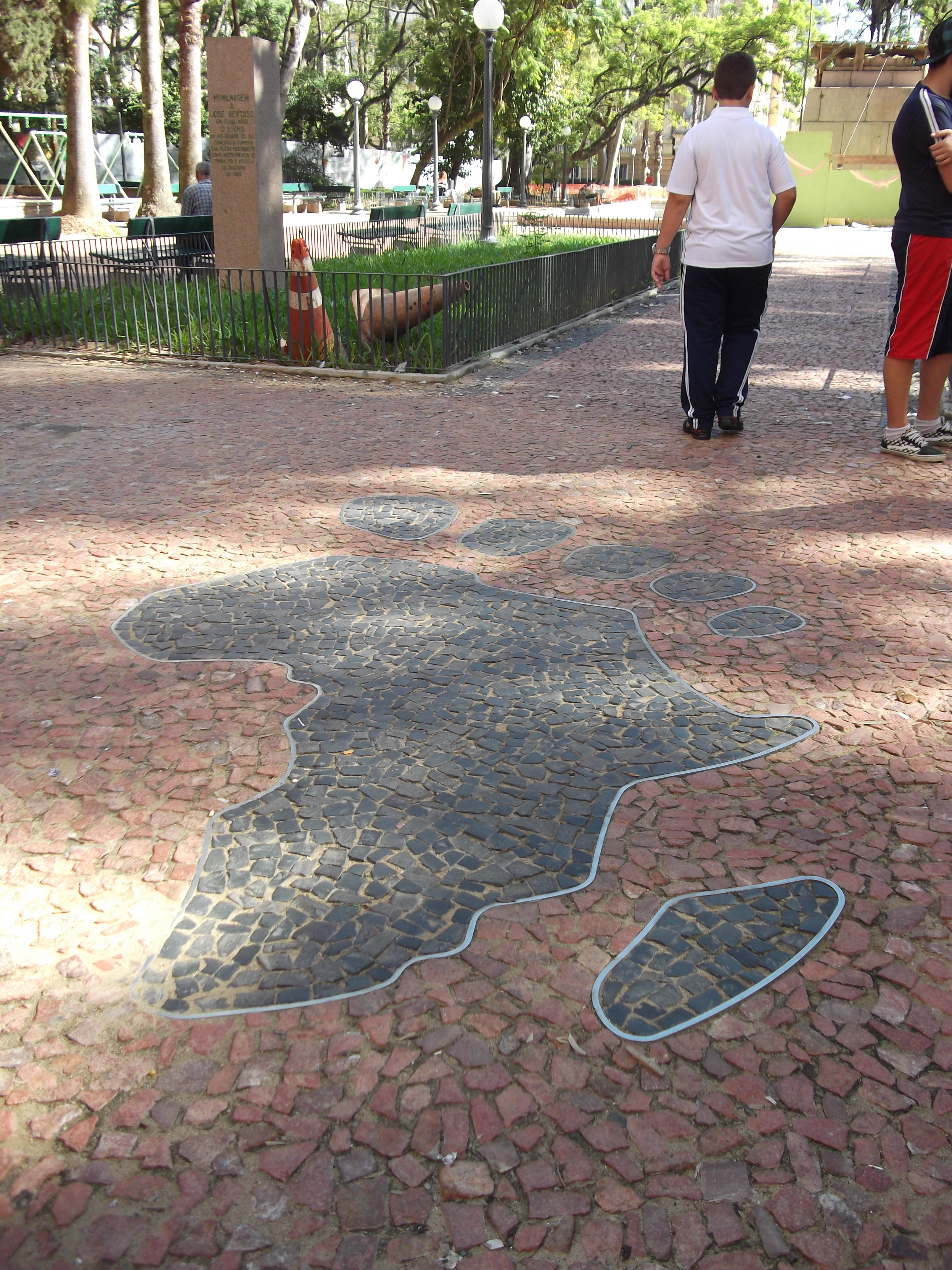
La "Huella Africana", uno de los hitos del Museo de Historia Negra.

La Praça da Alfândega tiene varios monumentos y esculturas en sus esquinas entre los que destacan el Monumento al Barón de Río Branco, el Monumento al General Osório, los bustos dedicados a Antônio Carlos Lopes, a Caldas Júnior, Leonardo Truda y al Barón de Santo Ângelo, y el grupo escultórico de Mário Quintana y Carlos Drummond de Andrade realizado por Francisco Stockinger. 
En 2011, se inauguró la Huella Africana en el pavimento de la plaza correspondiente a la Rua dos Andradas, parte del Museo de Historia Negra en Porto Alegre, que representa el recorrido de la cultura negra en la ciudad.
En 2014, se inauguró un monumento en honor a Júlio La Porta, el llamado «sheriff» de la Feria del Libro de Porto Alegre. La escultura tiene la forma de una campana, objeto utilizado por Júlio para abrir y cerrar la Feria, que también es homenajeado por el monumento.
Algunos de los monumentos han sido objeto de vandalismo, con robos de piezas de bronce o repetidos grafitis. El proyecto de recuperación y restauración de los monumentos ha ocultado las placas que contienen información sobre los bustos.

## Feria del Libro
Desde 1955, se celebra en la plaza la tradicional Feria del Libro de Porto Alegre, organizada por la Cámara Rio-Grandense del Libro, que atrae a miles de visitantes que hojean las novedades nacionales e internacionales o las numerosas ofertas de libros usados a bajo precio, asisten a los espectáculos de música, danza y teatro que tienen lugar a diario y disfrutan del espectáculo de las grandes paneiras, ipês y jacarandas en plena floración en esta época del año.

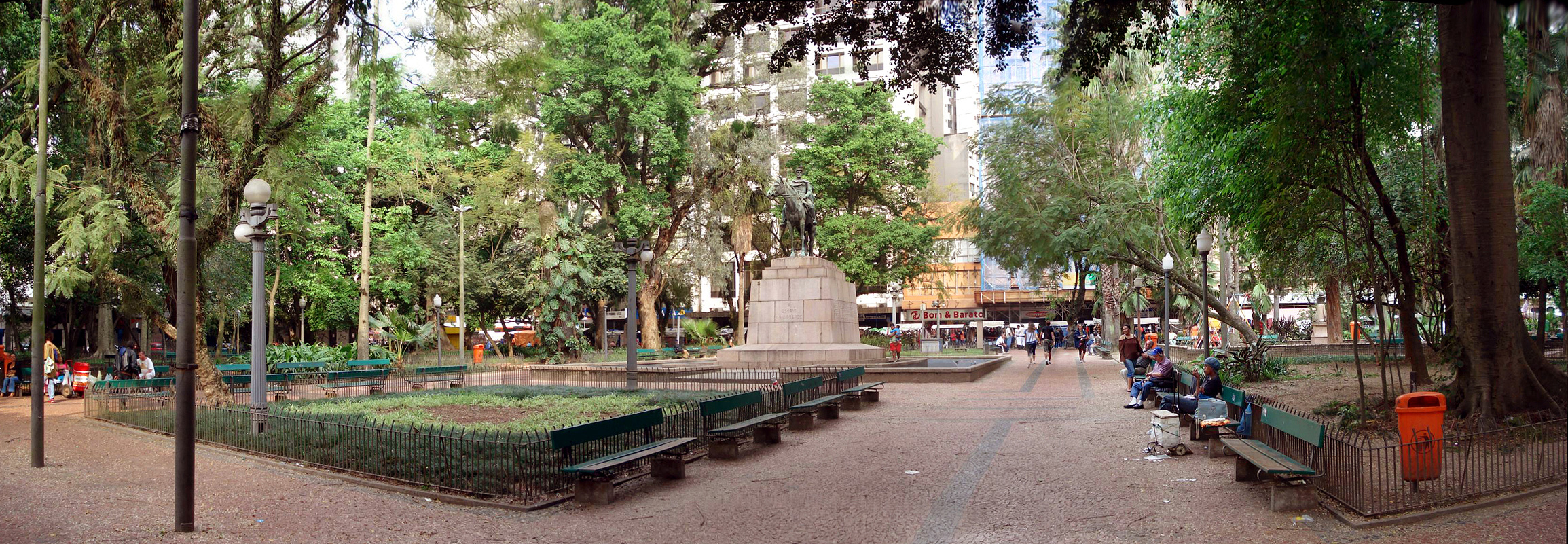